# Druha Liha 1993-1994
La Druha Liha 1993-1994 è stata la 3ª edizione della terza serie del campionato armeno di calcio. La stagione è iniziata il 17 agosto del 1993 ed è terminata il 2 luglio 1994.

## Stagione

### Novità
Al termine della passata stagione, sono retrocesse dalla Perša Liha 1992-1993 Ros' Bila Cerkva e Šachtar Pavlohrad. È retrocesso in Tretja Liha il CSK ZSU.
Sono salite dalla Tretja Liha Naftochimik Kremenčuk, Dynamo Luhans'k, Nyva-Borysfen, Vojkovec' Kerč e Šachtar Šachtars'k.
Prima dell'inizio della stagione, il Nyva-Borysfen ha cambiato denominazione dapprima in Borysfen Boryspil', poi semplicemente in Boryspil'.

### Formato
Le ventidue si affrontano due volte, per un totale di quarantadue giornate. Le prime quattro classificate, vengono promosse in Perša Liha. Le ultime due, retrocedono in Tretja Liha.

### Avvenimenti
Nel corso del campionato, le seguenti squadre hanno cambiato denominazione:
- Lo Šachtar Šachtars'k ha cambiato denominazione Medita Šachtars'k.
- Il Vojkovec' Kerč ha cambiato denominazione in Metalurh Kerč.
- Lo Vahonobudivnyk Stachanov ha cambiato denominazione in Šachtar Stachanov.

## Classifica finale
|  | Pos. | Squadra                 | Pt | G  | V  | N  | P  | GF | GS | DR  |
|  | ---- | ----------------------- | -- | -- | -- | -- | -- | -- | -- | --- |
|  | 1.   | Boryspil'               | 65 | 42 | 26 | 13 | 3  | 84 | 28 | +56 |
|  | 2.   | Bažanovec' Makiïvka     | 57 | 42 | 25 | 7  | 10 | 83 | 44 | +39 |
|  | 3.   | Zirka                   | 57 | 42 | 25 | 7  | 10 | 60 | 41 | +19 |
|  | 4.   | Naftochimik Kremenčuk   | 55 | 42 | 24 | 7  | 11 | 69 | 41 | +28 |
|  | 5.   | Javir Krasnopillja      | 54 | 42 | 22 | 10 | 10 | 63 | 35 | +28 |
|  | 6.   | Meliorator Kachovka     | 48 | 42 | 18 | 12 | 12 | 56 | 37 | +19 |
|  | 7.   | Dynamo Luhans'k         | 48 | 42 | 16 | 16 | 10 | 47 | 40 | +7  |
|  | 8.   | Medita Šachtars'k       | 42 | 42 | 18 | 6  | 18 | 50 | 41 | +9  |
|  | 9.   | Halyčyna Drohobyč       | 41 | 42 | 16 | 9  | 17 | 46 | 43 | +3  |
|  | 10.  | Družba Berdjans'k       | 40 | 42 | 14 | 12 | 16 | 42 | 60 | -18 |
|  | 11.  | Čornomorec'-2           | 39 | 42 | 16 | 7  | 19 | 42 | 55 | -13 |
|  | 12.  | Azovec' Mariupol'       | 39 | 42 | 16 | 7  | 19 | 43 | 58 | -15 |
|  | 13.  | Tavrija Cherson         | 39 | 42 | 13 | 13 | 16 | 44 | 49 | -5  |
|  | 14.  | Tytan Armjans'k         | 38 | 42 | 13 | 12 | 17 | 47 | 38 | +9  |
|  | 15.  | Čajka Sevastopol'       | 37 | 42 | 14 | 9  | 19 | 49 | 60 | -11 |
|  | 16.  | Hazovyk Komarne         | 37 | 42 | 13 | 11 | 18 | 43 | 46 | -3  |
|  | 17.  | Metalurh Kostjantynivka | 35 | 42 | 13 | 9  | 20 | 41 | 58 | -17 |
|  | 18.  | Ros' Bila Cerkva        | 35 | 42 | 13 | 9  | 20 | 35 | 52 | -17 |
|  | 19.  | Metalurh Kerč           | 35 | 42 | 12 | 11 | 19 | 50 | 69 | -19 |
|  | 20.  | Šachtar Pavlohrad       | 30 | 42 | 9  | 12 | 21 | 29 | 58 | -29 |
|  | 21.  | Dnister Žališčyky       | 29 | 42 | 10 | 9  | 23 | 29 | 62 | -33 |
|  | 22.  | Šachtar Stachanov       | 24 | 42 | 9  | 6  | 27 | 33 | 70 | -37 |

Legenda:
      Promosso in Perša liha 1994-1995.
      Retrocessa nel Tretja Liha 1994-1995
Note:
Due punti a vittoria, uno a pareggio, zero a sconfitta.